# Щерю Атанасов
 Тази статия е за военния от Хебибчево.  За политика от Осничани вижте Щерю Атанасов (политик).  
Щерю (Щерьо) Атанасов Георгиев с псевдоним Виктор е деец на Българската комунистическа партия, на Всесъюзната комунистическа партия (болшевики) и на Коминтерна. Съветски агент. Участник в комунистическото съпротивителното движение по време на Втората световна война. Български военен деец, офицер от Българската народна армия (генерал-лейтенант), автор на съчинения по военна история.

## Биография

### Ранни години
Щерю Атанасов е роден на 14 март 1902 г. в село Хебибчево, Хасковско. През 1922 г. е призован на военна служба в Трудовите войски, създадени от правителството на Александър Стамболийски съгласно закона за трудовата повинност, и заедно с няколко свои другари участва в сформирането им, след което завършва Школата за запасни офицери в София с военен чин подпоручик, след което служи в гарнизон на Трудови войски в Хасковска околия. По време на състоялия се на 9 юни 1923 г. Деветоюнски преврат застава на страната на Стамболийски и скоро известява местното ръководство на БКП за план за противодействие с трудови войскови поделения срещу военните превратаджии. Участва в Юнското въстание (1923).
Член е на БКП от 1923 г.
Един от организаторите на четническото движение в Хасковския край (1924 – 1925).

### В емиграция
През 1925 г. емигрира в СССР.
От същата година е член е на Всесъюзната комунистическа партия (болшевики) (ВКП (б). В Москва завършва Комунистическия университет за националните малцинства от Запада (КУНМЗ) през 1930 г. Работи за кратко в отдела на Централния комитет на ВКП(б) за Далечния Изток, през 1931-1933 година е в партийния апарат във Владивосток, а след това е аспирант по световна история в КУНМЗ, подготвяйки дисертация за „революционното движение“ в България, която така и не защитава. Работи в ЦК на ВКП (б) и Отдела за международни връзки (ОМС) на Коминтерна, който на практика представлява разузнавателната структура на Коминтерна. През периода 1934 – 1936 г. е командирован като агент на Главното разузнавателно управление в Испания. През 1936 – 1937 г. е в Париж и организира прехвърлянето на български емигранти за участие в Гражданската война в Испания. Впоследствие създава и ръководи разузнавателен пункт на съветското военно разузнаване в Турция, чрез който поддържа връзки с България, Гърция, Югославия, Испания и Москва. През 1939 г. се завръща в Москва, но скоро е изпратен да ръководи пункта за свръзка на Коминтерна в град Измаил.
От 1941 г. е член на ЦК на БКП.

### Втора световна война
1941 – 1944. Участва в Съпротивителното движение по време на Втората световна война. След нападението на хитлеристка Германия над СССР разгръща дейност за организиране на партизанско движение на територията на Молдовска СССР като командва диверсионна бригада на съветското ГРУ (Съветското военно разузнаване).
В СССР работи  по подготовката и изпращането на български политемигранти за диверсионна дейност в България (парашутистите и подводничарите).
1943 – 1944. Изпратен е със специална задача в щаба на Югославската народноосвободителна армия (ЮНОА). Създава партизански единици от български военни части, състоящи се от избягали български офицери и войници от българския Първи окупационен корпус, изпратен през декември 1941 г. да замести в окупацията на Източна Сърбия – Югославия германските войски, изпратени на Източния фронт при югославските партизани от ЮНОА.
1944 – 1945. След Деветосептемврийския преврат е назначен като офицер в състава на Българската армия и е произведен първо във военен чин полковник, а впоследствие – през април 1945 г. във военен чин генерал-майор и като такъв по време на участието на България в Отечествената война (1944 – 1945) от септември 1944 г. е помощник-командир на Първа българска армия.

### След войната в БНА
След войната заема ръководни длъжности в Българската народна армия. Командир на втора мотострелкова дивизия (1947 – 1950). Автор на съчинения с военна и историческа проблематика. Член е на ЦК на БКП от 1941 до 1962 г.
Награден със званието Герой на социалистическия труд и орден „Георги Димитров“ (1959, 1962, 1964), орден „Народна република България“ втора степен (1953) и първа степен (1958).

## Памет
На Щерю Атанасов е наречена улица в квартал „Изгрев“ в София (Карта).

## По-значими трудове
- „Селските въстания в България към края на ХVIII в. и началото на XIX в. и създаването на българската земска войска“, София, Държавно военно издателство при МНО, 1958.
- (в съавторство) „Българското военно изкуство през феодализма“, София, Държавно военно издателство при МНО, 1958.
- (в съавторство) „Българското военно изкуство през капитализма“, София, Държавно военно издателство при МНО, 1959.
- „Под знамето на партията“, София, Издателство Профиздат, 1962.
- „Походът на Запад“, София, Държавно военно издателство при МНО, 1966.
- „Записки на революционера. Спомени“, София, Държавно военно издателство при МНО, 1969.